# Belchior Dias Moreia
Belchior Dias Moréia (Brasil, 1540 - 1619), sertanista brasileiro, tem seu nome ligado à serra de Itabaiana, nos arredores de Aracaju, e ao mito do Eldorado no Brasil. Era ainda conhecido como Belchior Dias Moreira ou Belchior Dias Caramuru, por ser parente de Diogo Álvares o Caramuru. Seria nascido no Brasil por volta de 1540, tinha fazendas ou currais junto a serra do Canini, nos sertões do rio Real (hoje município de Tobias Barreto), entre o rio Real e o rio Jabiberi. Considerado notável colonizador do sertão do rio Real, onde teria chegado desde 1599, após haver tomado parte na conquista de Sergipe, como um dos capitães de Cristóvão de Barros, segundo informa a «Enciclopédia dos Municípios Brasileiros».
Ficou famoso por suas buscas do Eldorado, que localizava na serra de Itabaiana. Até hoje há quem creia que haveria ali riquezas em metais e que a área ocultaria um "carneiro de ouro". O mito surge a partir das expedições deste aventureiro Belchior Dias Moréia, que alardeou a descoberta de uma grande quantidade de prata na região, no século XVI.
Embora nada tenha sido efetivamente localizado, a notícia ajudou a impulsionar outras expedições particulares e governistas, que tomaram os caminhos da Serra nos séculos seguintes. Itabaiana, com sua velha serra, atraiu aventureiros em busca da prata que teria sido achada por Belchior Dias Moréia e durante dois séculos alimentou entre os brasileiros o sonho de riqueza.
As primeiras minas de prata haviam sido descobertas no Brasil por Gabriel Soares de Sousa, que morreu em 1592, cronista e explorador. Era primo de Belchior Dias Moréia, que com ele aprendeu a varar os sertões da Bahia e de Sergipe, em busca de ouro e prata, mas estava a serviço dos reis da Espanha. Atraiu com isso o interesse de Belchior,  que veio se estabelecer na terra. Após dez anos de pesquisa, anunciou a descoberta das minas de prata. As supostas minas de Itabaiana jamais foram encontradas. Se foram descobertas, como afirmava ele, o segredo ficou guardado. Pedindo mercês em troca da informação sobre o local das minas, Belchior foi a Portugal e de lá à Espanha, em 1600, para conseguir  um título de nobreza. Demorou-se quatro anos, sem sucesso. Voltaria duas vezes à Europa com novos insucessos. Os governadores Luís de Sousa, de Pernambuco, e D. Francisco de Sousa, da Bahia, marcaram encontro com Belchior Dias Moreia e viajaram juntos para Itabaiana, para marcar a localização das minas. Negando-se a mostrar o local enquanto não fosse recompensado com as mercês, Belchior Dias Moréia foi preso e passou dois anos na cadeia.
Antigamente, o rio Orinoco era o ponto preciso e real onde estaria o Eldorado, na cabeça das gentes. A partir de Gabriel Soares de Sousa a perspectiva se transferirá para as cabeceiras do rio São Francisco. Mesmo Domingos Fernandes Calabar (1600-1635), que os portugueses tiveram como traidor, foi guia de uma expedição holandesa a Itabaiana em procura do ouro e da prata.
Belchior Dias Moreya morreu em 1619, deixando um filho – Rubério Dias – tido de uma índia cariri da aldeia de Geru. Seu neto Melchior Dias Moréia pretendeu posteriormente ter descoberto minas de prata na montanha de Itabaiana. Sem revelar, no roteiro imperfeito que deixou, sua localização.
Por isso mesmo em 1673 a Coroa (era regente o Príncipe D. Pedro, futuro rei D. Pedro II de Portugal)  nomeou D. Rodrigo Castelo Branco como administrador-geral das Minas de Itabaiana e editou o Regimento Geral das Minas do Brasil. Era conseqüência das incessantes buscas de ouro e prata em várias partes do território.
Coube ao neto de Rubério Dias, bisneto de Belchior, buscar os velhos roteiros, a partir das terras do morgado do velho descobridor e sertanista. Tratava-se do coronel Belchior da Fonseca Saraiva Dias Moreya, apelidado o Moribeca. Num engodo, apresentara ao governador Afonso Furtado pedras de marcassita misturadas com amostras de prata que herdara do avô.